# Кубок світу з біатлону 2017—2018 — етап 5
П'ятий етап Кубка світу з біатлону 2017—18 відбувався в Рупольдинзі, Німеччина, з 11  по 15 січня 2018 року. До програми етапу було включено 6 гонок:  індивідуальна гонка, мас-старт та естафети у чоловіків та жінок.

## Призери

### Чоловіки
| Гонка:                    | Золото:                                                                           | Час                                                       | Срібло:                                                             | Час                                                       | Бронза:                                                         | Час                                                       |
| Індивідуальна гонка 20 км | Мартен Фуркад Франція                                                             | 44:27.9 (0+0+0+1)                                         | Ондржей Моравець Чехія                                              | 45:28.9 (0+0+0+0)                                         | Йоганнес Тінгнес Бо Норвегія                                    | 45:34.2 (0+0+0+1)                                         |
| Мас-старт 15 км           | Йоганнес Тінгнес Бо Норвегія                                                      | 37:11.2 (0+0+0+1)                                         | Мартен Фуркад Франція                                               | 37:15.7 (0+0+2+0)                                         | Антонен Гігонна Франція                                         | 37:19.6 (0+0+0+0)                                         |
| Естафета 4 х 7,5 км       | Норвегія Ларс Гельге Біркеланн Тар'єй Бо Еміль Гегле Свендсен Йоганнес Тінгнес Бо | 1:13:11.1 (0+1) (0+0) (0+3) (0+0) (0+0) (0+1) (0+0) (0+2) | Франція Сімон Детьє Кантен Фійон Майє Мартен Фуркад Антонен Ґіґонна | 1:13:36.0 (0+2) (0+1) (0+2) (0+0) (0+0) (0+0) (0+1) (0+0) | Росія Олексій Волков Максим Цвєтков Антон Бабіков Антон Шипулін | 1:14:04.5 (0+0) (0+1) (0+2) (0+0) (0+0) (0+0) (0+0) (0+1) |

### Жінки
| Гонка:                    | Золото:                                                                       | Час                                                       | Срібло:                                                             | Час                                                       | Бронза:                                                      | Час                                           |
| Індивідуальна гонка 15 км | Доротея Вірер Італія                                                          | 41:29.0 (0+0+0+0)                                         | Кайса Мякяряйнен Фінляндія                                          | 41:41.7 (1+0+0+0)                                         | Росанна Крофорд Канада                                       | 41:50.2 (0+0+0+0)                             |
| Мас-старт 12,5 км         | Кайса Мякяряйнен Фінляндія                                                    | 34:05.6 (1+0+0+1)                                         | Лаура Дальмаєр Німеччина                                            | 34:06.4 (1+0+0+1)                                         | Вероніка Віткова Чехія                                       | 34:10.2 (1+0+1+0)                             |
| Етафета 4х6 км            | Німеччина Франциска Пройс Деніз Геррманн Франциска Гільдебранд Лаура Дальмаєр | 1:08:47.0 (0+0) (0+0) (0+0) (0+2) (0+3) (0+1) (0+1) (0+2) | Італія Ліза Вітоцці Доротея Вірер Ніколь Гонтьє Федеріка Санфіліппо | 1:08:49.9 (0+0) (0+0) (0+0) (0+0) (0+1) (0+2) (0+0) (0+0) | Швеція Лінн Перссон Мона Брорссон Анна Маґнуссон Ганна Еберґ | 1:09:04.2 (0+0) (0+1) (0+0) (0+1) (0+1) (0+1) |

## Досягнення
- Перше місце в заліку індивідуальних гонок розділили Мартен Фуркад та Йоганнес Тінгнес Бо.
- Малий кришталевий глобу заліку індивідуальних гонок серед жінок здобула Надія Скардіно.
- Росанна Крофорд уперше в кар'єрі піднялася на подіум, здобувши 3-є місце в індивідуальній гонці.